# كهناني كش
كهناني كش (بالفارسية: کهنانی کش) هي قرية تقع في قسم باهوكلات الريفي (مقاطعة تشابهار) في إيران. يقدر عدد سكانها بـ 447 نسمة بحسب إحصاء 2016.